# アレッサンドリア・デル・カッレット
アレッサンドリア・デル・カッレット（イタリア語: Alessandria del Carretto）は、イタリア共和国カラブリア州コゼンツァ県にある、人口約400人の基礎自治体（コムーネ）。

## 地理

### 位置・広がり

#### 隣接コムーネ
隣接するコムーネは以下の通り。括弧内のPZはポテンツァ県所属を示す。
- アルビドーナ
- カストロレージョ
- チェルキアーラ・ディ・カラーブリア
- オリオーロ
- プラータチ
- サン・パオロ・アルバネーゼ (PZ)
- チェルソージモ (PZ)
- テッラノーヴァ・ディ・ポッリーノ(PZ)